# أل أوسبورن
أل أوسبورن هو لاعب هوكي الجليد كندي، ولد في 8 مارس 1947 في Weston, Toronto ‏ في كندا.

## وصلات خارجية
- أل أوسبورن على موقع EliteProspects.com (الإنجليزية)
- أل أوسبورن على موقع HockeyDB.com (الإنجليزية)